# Brinkhaus (Unternehmen)

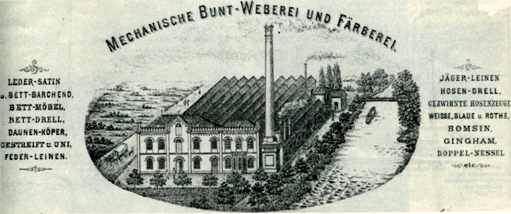
Die Fabrik auf der Emsinsel um 1880

Brinkhaus ist der Name eines traditionsreichen Textilunternehmens für Bettwaren aus Warendorf, das dort als selbständiges Unternehmen von 1847 bis 2003 bestand. Nach Insolvenz 2011 wurde es von der EuroComfort Group, Bocholt, übernommen.

## Geschichte

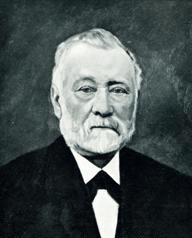
Hermann Josef Brinkhaus (1819–1885)

### 1847: Gründung durch Hermann-Joseph Brinkhaus
1847 gründeten Hermann-Joseph Brinkhaus und sein Schwager Eduard Wiemann (1817–1898) in Warendorf an der Ems eine Baumwollbuntweberei am Rande der Warendorfer Altstadt auf einem Grundstück südlich der Ems. Zuvor hatte Brinkhaus in Barmen eine kaufmännische Lehre und im hollandnahen baumwollverarbeitenden Kreis Steinfurt erste Berufserfahrungen in der Baumwollverarbeitung gemacht und nach Übersiedlung nach Warendorf dort 1843 ein Einzelhandelsgeschäft mit einem Textilverlag gegründet.
Nach dem Ausscheiden seines Partners führte Brinkhaus 1879 die Firma unter seinem Namen „H. Brinkhaus“ weiter. Er übernahm einen Teil der Webstühle, die zur Aufrechterhaltung der Produktion übergangshalber in der Rathschen Spinnerei in Sassenberg aufgestellt und betrieben wurden. Neuer Produktionsstandort wurde die „Alte Emsbleiche“ in Warendorf gegenüber dem alten Standort, wo zuvor die Firmen „Eickholt und Erben“ und die „Bleichanstalt Preckel“ ansässig waren. Am 30. Oktober 1879 wurde der Gebäudekomplex, bestehend aus einer Shedhalle, einem 100 Fuß hohen Schornstein und einem zweieinhalb Geschoss hohen Bürogebäude, fertiggestellt. Bald wuchs die Belegschaft auf über 100 Mitarbeiter und es gab 130 Webstühle. 1884 hatte das Unternehmen 50 verschiedene Produkte im Angebot: Rohnessel, Segeltuch, Bettdrell, Barchent, verschiedene Leinenarten, Nessel, Flanell, Katune, Baumseide, Futterzeug, Blusenstoffe etc. und konnte sich im Wettbewerb mit den örtlichen Konkurrenten Wiemann & Bispinck und der Firma Oberstadt durchsetzen.
Von Hermann-Josephs Kindern waren zwei Söhne im Unternehmen beschäftigt: Hermann (1847–1895) und Bernhard (1857–1935). Hermann arbeitete nach textilwirtschaftlicher Ausbildung in England und Belgien schon seit 1869 in der Firma. Er war für den technischen Bereich zuständig. Bernhard hatte nach dem Einjährigen eine kaufmännische Lehre in Warendorf und Köln gemacht. Nach einer Militärlaufbahn stieg er 1878 in das Unternehmen ein und arbeitete dort zunächst im Vertrieb.

### 1885: Expansion unter Hermann und Bernhard Brinkhaus

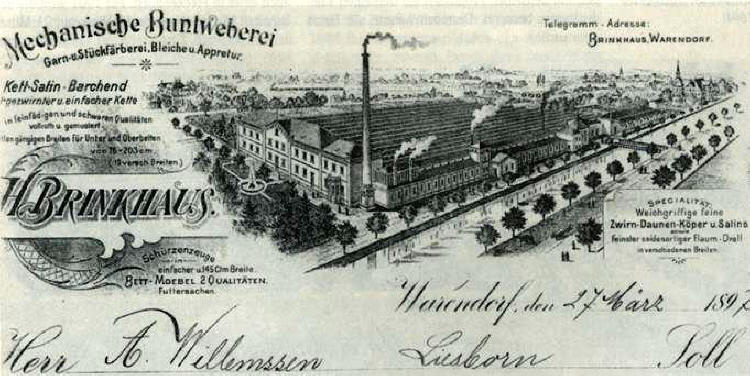
Briefkopf 1897

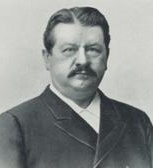
Hermann Brinkhaus (1847–1895)

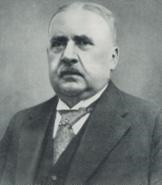
Bernhard Brinkhaus (1857–1935)

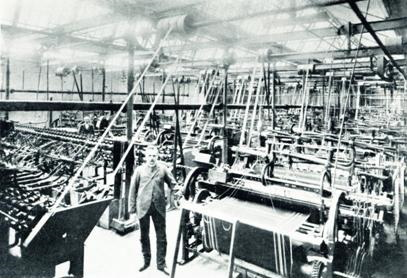
Websaal um 1890

Nach Hermanns Josefs Tod wurden 1885 seine Söhne Hermann und Bernard gleichberechtigte Gesellschafter und Geschäftsführer. 1888 ließen sie einen neuen Websaal bauen und erhöhten die Zahl der Webstühle auf 180. 1892 kauften sie die benachbarte Preckel'sche Bleicherei und Appretur-Anstalt und machten so das Unternehmen unabhängig von fremden Ausrüstern. 1895 starb Hermann Brinkhaus mit erst 48 Jahren an einem Nierenleiden. Wie sein Vater war er neben der Tätigkeit als Unternehmer auch in der Stadtverordnetenversammlung gemeinnützig tätig gewesen, war Kurator im Josefs-Hospital und Kammermitglied in der Industrie- und Handelskammer. Seine Frau und seine Kinder wurden so Teilhaber in der Firma.
1904 wurde in der ehemaligen Ludorff'schen Fabrik in Warendorf eine neue Färberei errichtet. 1906 wurde ein Grundstück in Freckenhorst erworben und im Folgejahr dort der Bau einer Fabrik eingeleitet. Im Mai 1908 kam es zu einem Arbeitskampf in allen drei zu dieser Zeit bestehenden Betriebsstätten des Unternehmens. Nachdem Putzerinnen wegen einer Kürzung ihres Akkordlohns die Arbeit niedergelegt hatten, kündigte das Unternehmen Brinkhaus allen rund 250 gewerkschaftlich organisierten Arbeitern in seinen Betrieben. Der Konflikt weitete sich aus und führte Ende Juni 1908 zur Aussperrung von sämtlichen organisierten Arbeitern, rund 3500 Personen, in der gesamten münsterländischen Textilindustrie durch Beschluss des Arbeitgeberverbands. Im Juli nahmen die Arbeiter die Bedingungen des Unternehmens an und der Arbeitskampf wurde beendet. 1915 erfolgte der Verkauf des 1904 errichteten Erweiterungsbaus an die Lederfabrik Kühn und Co. Während des Ersten Weltkriegs litt der Betrieb unter dem Mangel an Rohstoffen. So war im Frühjahr 1916 der Standort Sassenberg stillgelegt. Am Hauptstandort Warendorf wurde Anfang 1924 wieder im vollen Umfang gearbeitet, der Standort Sassenberg im August des Jahres teilweise wieder in den Betrieb genommen. 1927 erwarb Brinkhaus die zwischenzeitig verkauft Fabrik in Freckenhorst wieder zurück.

### 1933: Nationalsozialismus und Zweiter Weltkrieg
Nach der Wahl Adolf Hitlers wurden die Autarkiebestrebungen und Devisenbeschränkungen der Nationalsozialisten ein Hemmschuh für die Textilindustrie. Es wurde erschwert, hochwertige Baumwolle aus den USA und Ägypten einzuführen. Notgedrungen stieg man gemäß einer 1934 erlassenen Faserstoffverordnung auf Zellwolle um. Die aufwändige Türkisch-Rot-Färberei wurde durch Verwendung eines von der IG-Farben entwickelten künstlichen Farbstoff ersetzt. Die wöchentlichen Arbeitsstunden wurden auf 28 herabgesetzt. Die doppelverdienenden Ehefrauen und die älteren Mitarbeiter mussten laut Anordnung entlassen werden. 1936 sank die Belegschaft von 700 auf 500 Mitarbeiter. Mit der Einführung der allgemeinen Wehrpflicht wurden dem Betrieb wichtige Fachkräfte entzogen. Dieser Aderlass konnte kaum kompensiert werden.
Mit Beginn des Zweiten Weltkrieges hatten viele Werksangehörige im September 1939 an die Front ziehen müssen, darunter auch Hermann Josef Brinkhaus. Sein Vetter Hermann Gustav übernahm die Geschäftsleitung und wurde am 2. Dezember 1939 Prokurist. Für die Weiterführung des Betriebes standen ihm nur wenige berufserfahrene Mitarbeiter zur Verfügung. Im Stammwerk in Warendorf liefen noch 60 Stühle, das Werk in Sassenberg stand seit Oktober 1939 still, das Freckenhorster Werk wurde am 15. Mai 1942 stillgelegt und beschlagnahmt. Inlett wurde nur noch in mäßigem Umfang herstellt und auch das nur aus reiner Zellwolle und in der vom Reich vorgeschriebenen Einheitsqualität. Das Fabrikationsprogramm beschränkte sich bald auf Zeltbahnstoffe und Tarnstoffe für die Wehrmacht. Im Frühjahr 1944 sollten behelfsmäßige Volksgasmasken hergestellt werden, was aber wegen der Zerstörung der vorgeschalteten Zulieferfirmen nicht mehr umgesetzt wurde.

### 1945: Die Nachkriegsjahre

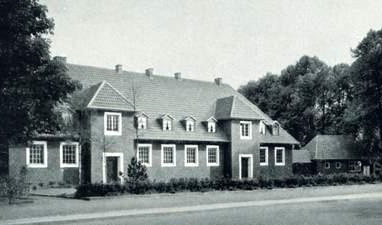
Das Garagen- und Pförtnerhaus von 1951

Ostern 1945, kurz vor dem Einmarsch der Alliierten, wurde die benachbarte Emsbrücke von den Deutschen gesprengt, wobei fast alle Glasscheiben im Stammwerk zu Bruch gingen. Kurz darauf besetzten die Amerikaner den Betrieb in Warendorf, während Sassenberg und Freckenhorst verschont blieben. Es gab Plünderungen, und die Privathäuser der Firmeninhaber, die Betriebswohnungen und Reste der geretteten Fertigwaren wurden durch die Besatzer beschlagnahmt. Mit 30 alten, erfahrenen Webern konnte am 6. August die Produktion wieder aufgenommen werden. Im September 1945 wurde Hermann Josef Brinkhaus von den Siegermächten aufgrund seiner Teilnahme am Kriegsgeschehen als Offizier verhaftet. Es folgte eine 18-monatige Internierung im Zuchthaus Münster. Im Februar 1946 trat die Ems über die Ufer. Die Firma Brinkhaus als direkter Anlieger hatte riesige Schäden, der Websaal, die Büros, alles stand 80 cm unter Wasser. Es dauerte sechs Wochen lang, ehe die Produktion wieder beginnen konnte. Am 6. März 1946 starb Fritz Brinkhaus. Sein Sohn Hermann Gustav Brinkhaus, wurde sein Nachfolger als geschäftsführender Gesellschafter. Hermann Bernhard (genannt Käpten) Brinkhaus, der zweite Sohn des ehemaligen Seniorchefs Bernhard Brinkhaus, trat am 19. April 1947 als Prokurist in die Geschäftsleitung ein. Für Exportverpflichtungen nach England, in die USA und die Türkei bekam man wieder die hochwertige Baumwolle. Dadurch konnte auch die Erzeugung für das Inland profitieren, um den riesigen Nachholbedarf zu decken.
Durch Verlust der deutschen Ostgebiete, insbesondere des Textilzentrums Schlesien, hatte die deutsche Textilindustrie 60 % ihrer früheren Kapazität eingebüßt. Die Nachfrage nach Inlett überstieg das Angebot bei Weitem. Brinkhaus stieg zum Branchenführer in Deutschland auf. Nicht nur viele alte Betriebsangehörige bekamen wieder Arbeit, auch Hunderte Heimatvertriebene wurden in die Belegschaft aufgenommen. Die schlesischen Fachkräfte waren ein Glücksfall für diese schwierigen Aufbaujahre.
Im November 1947 trat Ernst Rackwitz aus Halbau in Schlesien als technischer Leiter in das Unternehmen ein. 1949 war er der erste Familienfremde, der Prokura bekam. Er hat viele Jahrzehnte das Unternehmen entscheidend mitgeprägt. Gleichzeitig trat Hermann Dieter Brinkhaus, der Sohn des Seniorchefs Hermann Josef, in die Firma ein. Nach zweijähriger Vertretertätigkeit kam er ins Stammwerk nach Warendorf. Auf dem Lande war das Potential an Arbeitskräften noch groß, die für die Textilindustrie gewonnen werden konnten.
Schon 1950 waren die Aufbau- und Instandsetzungsarbeiten im Stammwerk und auch in Freckenhorst und Sassenberg abgeschlossen. Ein Drittel der Gesamt-Inlett-Fabrikation der jungen Bundesrepublik kam nun aus Warendorf und Umgebung, dem größten Inlett-Zentrum Deutschlands. Der wachsende Umsatz erforderte eine größere LKW Flotte, die Garagen brauchten. Entlang der Straße Zwischen den Emsbrücken wurde nach Planung des Architekten Heinrich Bartmann ein Garagenhaus mit einem Pförtnerhäuschen errichtet. Es wurde zudem eine Werkzeitung herausgegeben, die „Ketting und Einschlag“ genannt wurde.

### 2003: Produktionsverlagerung nach Polen, Insolvenz und Übernahme
2003 wurde die Produktion von Bettwaren mit Daunen- und Federfüllungen von Warendorf Richtung Osten nach Kostrzyn (Polen) verlagert, um näher an der Ursprungsware Daune/Feder zu sein. Seitdem ist das Unternehmen auch auf den Märkten in Osteuropa und Mitteleuropa aktiv. 2007 feierte das Unternehmen mit 40 Mitarbeitern am Standort Warendorf seinen 160sten Geburtstag. Der Exportanteil lag bei über 50 Prozent in mehr als 20 Länder.
2011 wurde das Unternehmen unter Beibehaltung seines Namens von der EuroComfort Group übernommen. Auch Matratzen, Topper und Boxspringbetten gehörten zum Portfolio. Der Sitz wurde 2013 nach Bocholt verlegt und die Flächen in Warendorf wurden für eine Neubebauung freigegeben. 2016 eröffnete Brinkhaus in Kostrzyn eine neue Daunen- und Federproduktionstätte.